# Calliostoma turnerarum
Calliostoma turnerarum là một loài ốc biển nước sâu cỡ trung bình, là động vật thân mềm chân bụng sống ở biển thuộc họ Calliostomatidae.